# Uber Eats
Uber Eats es una plataforma en línea de entrega de alimentos a domicilio, que fue creada por Uber en 2014 en San Francisco, California.

## Historia
La compañía creadora de Uber Eats, Uber, fue creada en 2009 por Garrett Camp y Travis Kalanick. La compañía entró en el mercado de la comida a domicilio en agosto de 2014 con el lanzamiento del servicio Uber Fresh en Santa Mónica, California. En 2015, la plataforma se renombró como Uber Eats, y se lanzó al mercado también una aplicación de Uber Eats, independiente de la aplicación de Uber como medio de transporte. El sistema empezó a estar disponible en Londres a partir de 2016.ordenar estuvo liberado como propio aplicación, separado de la aplicación para Uber paseos. Su operación de Londres abierta en 2016.

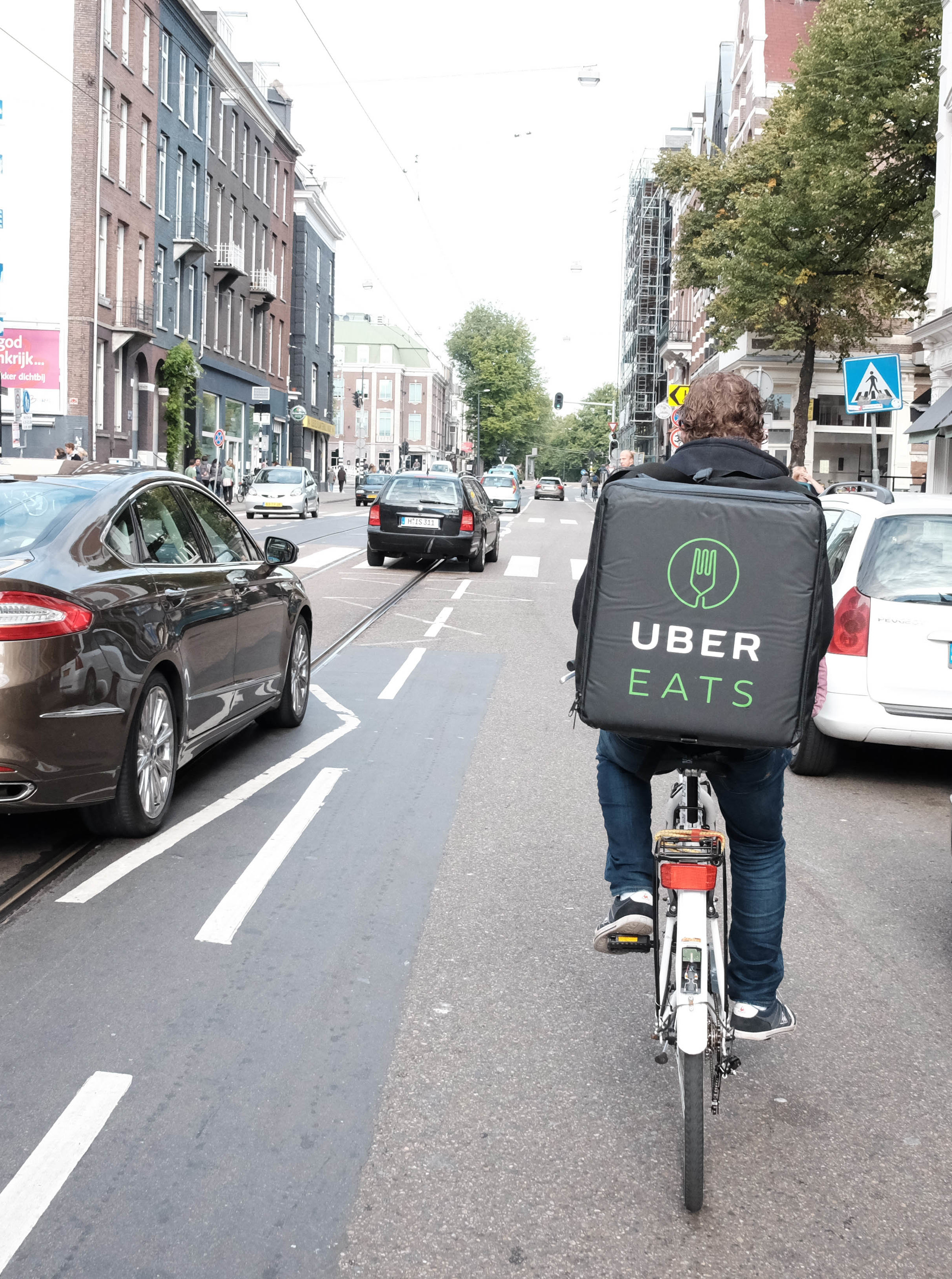
Repartidor de Uber Eats en Ámsterdam, Holanda.

En agosto de 2018, Uber Eats cambió su tarifa invariable de $4.99 como coste de entrega a una tarifa variable determinada por la distancia del trayecto. Las tarifas van de 2 a 8 dólares. En el Reino Unido e Irlanda, el coste de entrega está basado en el valor que tenga el pedido. En febrero de 2019, Uber Eats anunció que reducíria su coste de tarifa del 35 por ciento del valor de la orden al 30 por ciento. Respecto su expansión a mercados extranjeros, la compañía anunció su intención de abrir restaurantes virtuales en el Reino Unido. Conocidos como cloud restaurant o cloud kitchens, estos restaurantes están diseñados para preparar y entregar comida, ya sea para restaurantes con local físico que deseen trasladar su servicio de comida a domicilio a otro local, o para restaurantes dedicados solo a la comida a domicilio.
En noviembre de 2018, la compañía anunció planes de triplicar su personal en los mercados europeos. En el mismo mes, la empresa se expandió hasta el punto de llegar a hacer pedidos en 200 ciudades de 20 países pertenecientes a los mercados EMEA.
En 2019, Uber Eats anunció que empezaría a entregar sus pedidos a los clientes mediante drones, y que sería a partir del verano de ese mismo año que se harían los primeros encargos probando este modo. Aparte, esta novedad también incluyó la posibilidad de pagar con la Apple Card, aprovechando que Apple acababa de hacer el lanzamiento de esta.

## Operación
Los usuarios pueden ver los menús, pedir y pagar sus pedidos a restaurantes que estén afiliados a la plataforma a través de la aplicación disponible tanto para iOS como para Android, o a través de la página web. Los usuarios también pueden dejar propina. Los pedidos son entregados por trabajadores que usan coches, bicicletas de reparto o van a pie.
Uber Eats también consta de la opción de registrarse como negocio, dirigida a todos aquellos restaurantes que quieran asociarse con la empresa. Al asociarse con Uber, los restaurantes no solo son promocionados y abren su mercado de clientes sino que la aplicación también les sirve de herramienta para mejorar su servicio. Uber Eats en la versión de los asociados se muestra con un menú de inicio en el que los gerentes de los negocios pueden recibir feedback de sus clientes respecto a su producto, como por ejemplo que opinan los clientes de la relación calidad precio o cuáles son los platos que más les han gustado. Incluso, pueden hacer un análisis de la competencia: la app les muestra si restaurantes similares hacen la comida más rápido.